# أم-46
أم-46 هو مدفع تم تطويره في أوائل الخمسينيات من قبل الاتحاد السوفيتي لينافس المدفع دي-74، وتم إحلاله محل المدفع ايه-19. أصبح المدفع بعد ذلك، المدفع القياسي للمدفعية على مستوى الفرقة في الجيش السوفيتي، ووزع بمعدل 72 قطعة لكل فرقة مدفعية، كما وزع على نطاق واسع بين بلدان حلف وارسو في ذلك الوقت، وبلدان عربية أخرى بسبب دقته. المدفع من النوع المحلزن التقليدي، وله مخفف صدمة متعدد الفتحات، وكتلة المغلاق تنزلق أفقياً، وغير مزود بدرع واقي.